# Hitman: A 47-es ügynök
A Hitman: A 47-es ügynök (eredeti cím: Hitman: Agent 47) 2015-ben bemutatott amerikai–brit–német akcióthriller, melyet az elsőfilmes Aleksander Bach rendezett. A forgatókönyvet Michael Finch és (az előző, 2007-es Hitman-filmet is íróként jegyző) Skip Woods írta, az azonos című videójáték-sorozat alapján. A főbb szerepekben Rupert Friend, Hannah Ware, Zachary Quinto, Ciarán Hinds, Thomas Kretschmann és Angelababy látható.
Az Amerikai Egyesült Államokban 2015. augusztus 21-én, Magyarországon 2015. augusztus 27-én mutatták be a mozikban.

## Szereplők
| Szereplő          | Színész               | Magyar hang     |
| ----------------- | --------------------- | --------------- |
| 47-es ügynök      | Rupert Friend         | Rába Roland     |
| Katia van Dees    | Hannah Ware           | Trokán Nóra     |
| Katia fiatalon    | Helena Pieske         | Pál Zsófia      |
| John Smith        | Zachary Quinto        | Rajkai Zoltán   |
| Litvenko          | Ciarán Hinds          | Fodor Tamás     |
| Litvenko fiatalon | Johannes Suhm         | Orosz Ákos      |
| Le Clerq          | Thomas Kretschmann    | Csankó Zoltán   |
| Diana             | Angelababy            | Szilágyi Csenge |
| Sanders           | Dan Bakkedahl         | Besenczi Árpád  |
| Tobias            | Jürgen Prochnow       | Barbinek Péter  |
| Dr. Delriego      | Rolf Kanies           | Szacsvay László |
| Franco            | Jerry Hoffmann        | Horváth Illés   |
| Robert            | Daniel Michael Nelson | Nagy Gereben    |
| Robert apja       | Michael T. Corcoran   | Tarján Péter    |
| Irattáros         | Michaela Caspar       | Zsurzs Kati     |